# De Nieuwe Maan (televisieprogramma)
De Nieuwe Maan is een voormalig Nederlands televisieprogramma, dat wekelijks werd uitgezonden. Het is een opiniërend middagpraatprogramma waarin de ontwikkelingen binnen de moslimgemeenschap centraal staan.
Het programma werd gemaakt door de NTR en werd tussen 2010 en 2013 uitgezonden als De Halve Maan in opdracht van de NPO in het kader van de moslimzendtijd. Het werd gepresenteerd door Aad van den Heuvel en Naeeda Aurangzeb. Tussen 2016 en 2021 werd het programma elke vrijdag uitgezonden als De Nieuwe Maan op NPO 2 en achtereenvolgens gepresenteerd door Nadia Moussaid, Fidan Ekiz en Ajouad El Miloudi. Verder trad Danny Ghosen op als verslaggever.
Dit programma werd op 10 september 2021 opgevolgd door De Sociëteit tevens van omroep NTR en tevens gepresenteerd door Ajouad El Miloudi.